# Organizační struktura Letectva Spojených států amerických
Organizační struktura Letectva Spojených států amerických zahrnuje několik složek, které zastřešuje Hlavní velitelství vzdušných sil (USAF MAJCOMs). Dílčí složky:
- Velitelství vzdušného boje (ACC)
- Velitelství letecké výuky a výcviku (AETC)
- Globální velitelství útočných vzdušných sil (AFGSC)
- Velitelství vzdušných sil pro zásobování a zakázky (AFMC)
- Velitelství vesmírných vzdušných sil (AFSPC)
- Velitelství speciálních operací vzdušných sil (AFSOC)
- Velitelství přepravy vzdušných sil (AMC)
- Pacifické vzdušné síly (PACAF)
- Vzdušné síly Spojených států v Evropě (USAF)
- Velitelství záložních vzdušných sil (AFRC)

## Velitelství vzdušného boje

Emblém velitelství vzdušného boje

Velitelství vzdušného boje je největší složkou z deseti hlavních velitelství USAF. Bylo založeno 1. června 1992 a jeho domovem je spojena základna Langley-Eustis ve Virginii. V současnosti je toto velitelství zodpovědné za činnost téměř 60 křídel, včetně těch, které podléhají Národní letecké gardě (ANG) a Velitelství záložních vzdušných sil. Velitelství vzdušného boje aktivně zaměstnává 132 000 osob. I přesto, že letadla spadající USAF, schopné nést nukleární výzbroj, byly umístěny pod velení Globálního velitelství útočných vzdušných sil (AFGSC), Velitelství vzdušného boje stále odpovídá za činnost 66 kusů bombardérů B-1B. Pod jurisdikce velitelství vzdušného boje patří 13 větších základen. Navíc velitelství vzdušného boje operuje i ze základen mimo území USA, kde mají status nájemců. Velitelství je zodpovědné za téměř 2 000 letadel, včetně těch, které jsou přiděleny k jeho rezervě.

## Velitelství letecké výuky a výcviku (AETC)

Emblém velitelství letecké výuky a výcviku

Své velitelství má na letecké základně Randolph AFB, která je dnes součástí spojené základny San Antonio v Texasu. Velitelství leteckého vzdělávání a výcviku poskytuje základní vojenský výcvik, počáteční a pokročilý technický výcvik a profesionální vojenské vzdělání s diplomem pro veškerý personál USAF. To zahrnuje základní, střední a pokročilý letecký výcvik. Velitelství bylo založeno 1. července 1993 a na jeho čele stojí čtyřhvězdičkový generál. Je odpovědné za 2 letecké armády a Leteckou univerzitu (Air University), náborové středisko USAF, letku zdravotnictví a Americkou akademii vzdušných sil. Ta poskytuje výcvik více hispánskou a karibským vzdušným silám. Pod pravomoc AETC spadá 9 velkých základen. Téměř 60 000 osob tvoří aktivní letecký personál, který spadá pod Velitelství leteckého vzdělávání a výcviku, spolu s více než 5 500 osobami Národní letecké gardy (ANG) a 2 400 osobami Velitelství záložních leteckých sil. 

## Globální velitelství útočných vzdušných sil (AFGSC)

Emblém globálního velitelství útočných vzdušných sil

Bylo dočasně aktivováno dne 12. ledna 2009, na letecké základně Bolling ve Washingtonu DC Formální bylo aktivováno 7. srpna 2009 na letecké základně Barksdale v Louisianě, čímž se stalo desátým hlavním velitelstvím vzdušných sil. Dne 1. prosince 2009 převzalo velení nad složkou velení mezikontinentálních balistických raket, která byla dříve součástí velitelství vesmírných vzdušných sil. Následně byly 1. února 2010 přiřazeny nukleární bombardéry s posádkou, které dříve spadaly pod velitelství vzdušného boje. Velení nad nukleárními bombardéry má tříhvězdičkový generálporučík. Navíc má toto velitelství, s více než 23000členným personálem, odpovědnost za vzdušné a vesmírné operační středisko.

## Velitelství vzdušných sil pro zásobování a zakázky (AFMC)

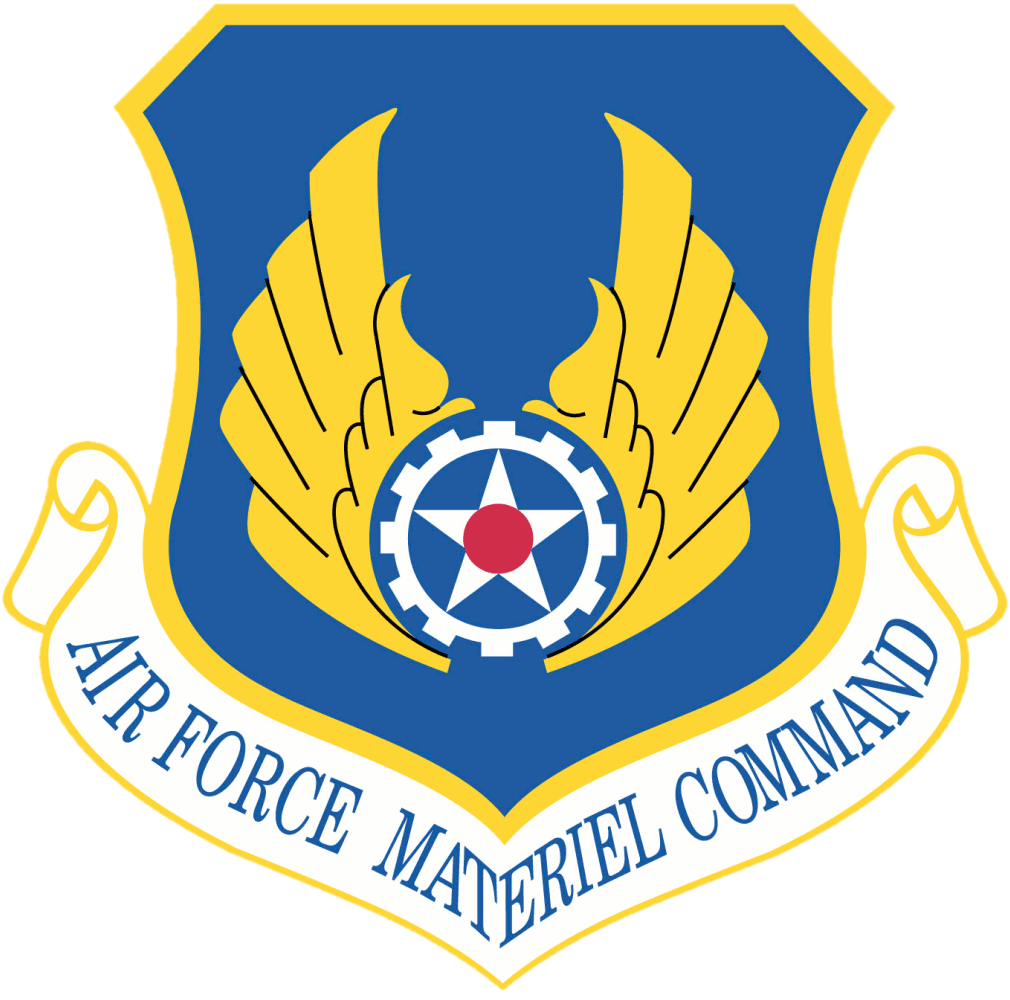
Emblém velitelství vzdušných sil pro zásobování a zakázek

Sídlí na základně Wright-Patterson AFB v Ohiu. Vede ho čtyřhvězdičkový generál. Velitelství vzdušných sil pro zásobování a zakázek zajišťuje vývoj, zakázek a podporu zbraňových systémů USAF. Organizace spadající pod toto velitelství jsou: Středisko leteckých systémů (ASC), Vývojové laboratoř vzdušných sil (AFRL), Středisko zkušebních letů vzdušných sil (AFFTC), Středisko elektronických systémů (ESC), Bezpečnostní asistenční středisko vzdušných sil (AFSAC), Arnoldovo inženýrské a vývojové středisko (AEDC) a Letecké vyzbrojovací středisko (AAC).
Odpovědnost za 3 logistická centra USAF a jejich příslušející údržbová křídla je také přisouzena Velitelství vzdušných sil pro zásobování a zakázek. Tato křídla jsou zodpovědná za plánované údržby a provádění úprav na letadlech, raketách, systémech a vybavení, stejně jako za opravu havarovaných nebo bojem poškozených strojů. Odpovědnost za krátce a dlouhodobé uskladnění strojů a jejich případnou renovaci je odpovědná 309. letecko-údržbová a renovační skupina (309. Aerospace maintanance and Regeneration Group). Letecko-údržbová a renovační skupina se svou leteckou zkušební jednotkou, která sestává ze sedmi letek, se zabývá zalétáváním letadel po větších opravách nebo modifikacích. Navíc je velitelství vzdušných sil pro zásobování a zakázek odpovědné za provoz letadla Beechcraft C-12 Huron, které jsou přiděleny bezpečnostnímu asistenčnímu středisku vzdušných sil a které jsou používány americkými velvyslanectvími po celém světě. Národní muzeum vzdušných sil USA je také pod velením velitelství vzdušných sil pro zásobování a zakázek. Velitelství vzdušných sil pro zásobování a zakázek zaměstnává 18 500 osob v aktivní službě a 1400 v záloze, největší počet tvoří civilní zaměstnanci, jejichž počet je 58 000.

## Velitelství vesmírných vzdušných sil

Emblém velitelství vesmírných vzdušných sil

Sídlí na základně Peterson AFB v Coloradu. Odpovídá za síly USAF, určené k ochraně vesmírného a kybernetického prostoru. V rámci tohoto úkolu velení provozuje nosné rakety Delta IV, Atlas II a Titan IV, přičemž odpovídá za umisťování systémů do vesmírného prostoru a jejich fungování. Navíc poskytuje meteorologické, komunikační a vesmírné údaje a varování před balistickými raketami. Velitelství bylo založeno 1. září 1982 a vede ho čtyřhvězdičkový generál. Zaměstnává téměř 47 000 pracovníků aktivního personálu, záloh a civilistů. Do prosince 2009 bylo toto velitelství zodpovědné i za mezikontinentální balistické rakety USAF umístěné na pevnině. Pod velitelství vesmírných vzdušných sil spadají 2 letecké armády, spolu se šesti základnami, střediskem pro boj ve vesmíru a střediskem pro raketové systémy. První armáda je zodpovědná za testování, výcvik a vývoj taktiky; druhá za zakázku pro potřeby velitelství vesmírných vzdušných sil.
Dne 20. prosince 2019 bylo toto velitelství vyřazeno ze svazku USAF a stalo se základem nezávislé složky amerických ozbrojených sil pojmenované Vesmírné síly Spojených států amerických (anglicky United States Space Force).

## Velitelství speciálních operací vzdušných sil
Sídlí na základně Hulburt Field na Floridě a zaměstnává více než 16 500 osob. Jeho úkolem je poskytování specializované vzdušné podpory na úkoly nekonvenčního boje. Bylo založeno 22. května 1990 a pokračuje ve svém růstu, který je výsledkem zkušeností, získaných v Iráku, Afghánistánu av operacích po celém světě. Velícím důstojníkem je generálplukovník[zdroj⁠?!] a spadá pod něj jedna letecká armáda. Spravuje 3 základny a patří pod ni i některá pracoviště na základně Eglin AFB. 

## Velitelství přepravy vzdušných sil (AMC)
Jeho velitelství je na základně Scott AFB,Illinois v USA. Velitelství přepravy vzdušných sil zajišťuje přepravu na domácím a zahraničním území, leteckou zdravotnickou pomoc a evakuaci a také podporu letadlových tankerů pro všechny vojenské složky americké armády. Bylo založeno 1. června 1992 a odpovídá za 12 hlavních základen a jednu leteckou armádu. Je k ní přidělených téměř 130 000 osob a jed vedená čtyřhvězdičkovým generálem. Je také odpovědné za expediční středisko USAF, které je střediskem excelence pro výcvik pokročilé expediční bojové podpory a vzdělání.   

## Pacifické vzdušné síly (PACAF)
Odpovídají za vzdušné operace v Paficiku a asijském regionu. K dispozici má toto velitelství stíhací letadla, stroje AWACS, transportní a záchranná letadla a vrtulníky. Základny pacifických vzdušných sil se nacházejí v Japonsku, Jižní Koreji, na Aljašce a Havaji. Velí jim čtyřhvězdičkový generál a jeho velitelství sídlí na základně Hickam AFB na Havaji. Toto velitelství bylo založeno 1. července 1957 a v současnosti zaměstnává více než 43 000 osob a pod svým přímým velením má 4 základny.

## Vzdušné síly Spojených států v Evropě (USAFE)
Vzdušné síly Spojených států v Evropě (anglicky United States  Air Forces in Europe) mají své velitelství na letecké základně Ramstein AB v Německu. Jde o nejstarší ze všech 10 velitelství, přičemž bylo založeno 7. srpna 1945. Řídí ho čtyřhvězdičkový generál. Odpovídá za oblasti Islandu, Evropy, Středomoří a Středního východu, celkově tak odpovídá za 51 zemí. Operuje ze 7 základen a má k dispozici více než 36 500 zaměstnanců.

## Velitelství záložních vzdušných sil (AFRC)
Sídlí na základně Robins AFB v Georgii, USA. Bylo založeno 17. února 1997. Vede ho tříhvězdičkový generálporučík a odpovídá za 5 záložních leteckých základen. Velitelství má k dispozici přibližně 375 bojových a podpůrných letounů. Při mobilizaci jsou letadla tohoto velitelství přiřazeny k jiným velitelství ve struktuře USAF. 